# Isotopenverhältnis
Unter dem Isotopenverhältnis oder der Isotopensignatur eines chemischen Elements, das durch die Kernladungszahl bestimmt ist, versteht man die relative Häufigkeit der Isotope dieses Elements. Die Isotope unterscheiden sich durch ihre Neutronenzahl und Massenzahl.
So hat zum Beispiel Natururan ein Isotopenverhältnis von 99,3 % 238U zu 0,7 % 235U. Zur Verwendung des Urans als Kernbrennstoff muss das Isotopenverhältnis an 235U für die meisten Kernreaktortypen durch die sogenannte Uran-Anreicherung auf 3–5 % erhöht werden.

## Bestimmung und Altersbestimmung
Das Isotopenverhältnis kann direkt über Massenspektrometrie oder bei radioaktiven Isotopen indirekt über die Strahlungsintensität bestimmt werden. Ein Anwendungsgebiet der Bestimmung des Isotopenverhältnisses ist die Altersbestimmung. So lässt sich mittels langlebiger radioaktiver Isotope das Alter der Erde und des Sonnensystems exakt bestimmen. Die wichtigsten Verfahren dazu sind die Kalium-Argon-Datierung und die Uran-Blei-Datierung. In der Archäologie spielt die C-14-Datierung für organische Materialien bis zu einem Alter von 50.000 Jahre eine wichtige Rolle.

## Herkunftsbestimmung
Auch zur Herkunftsbestimmung kann die Bestimmung der Isotopensignatur verwendet werden. So unterscheiden sich zum Beispiel verschiedene Bleilagerstätten neben dem Anteil an anderen Schwermetallen auch im Verhältnis von 208Pb zu 206Pb.
Die allgemein angegebenen Isotopenverhältnisse für verschiedene Elemente wie Wasserstoff, Sauerstoff, Kohlenstoff und Stickstoff sind Mittelwerte. Tatsächlich weisen diese jedoch starke regionale Schwankungen auf. So lässt sich über die Bestimmung der Verhältnisse der stabilen Isotope die Herkunft von pflanzlichen und tierischen Produkten bestimmen.
Auch bei Uran kann durch Messung des Isotopenverhältnisses bestimmt werden, ob es aus Oklo, einer anderen Mine, oder aus der Wiederaufarbeitung oder Urananreicherung stammt.